# Château d'Avella
Le château d'Avella ou château Saint-Michel est une structure médiévale de défense du XIIe siècle situé sur la commune d'Avella, province d'Avellino en Campanie,. 

## Historique
Bien que les premières informations certaines concernant le château d'Avella remontent au IXe siècle, lorsque la structure subit plusieurs attaques des Sarrasins, comme celle de 883, il fut construit au VIIe siècle par les Lombards et dédiée à l'archange saint Michel. Le rôle du château, situé au sommet d'une colline, était de contrôler la frontière voisine avec le duché de Naples et la principauté de Capoue, ainsi que de contrôler la voie de communication entre la plaine campanienne et la mer Adriatique dans les Pouilles. Il existe cependant peu d'informations sur l'activité de l'ouvrage à cette époque autre que celle d'un village protégé par une muraille. Lors de la conquête d'Avella par les Byzantins de Naples en 887, Landolfo di Suessula (it), qui avait été laissé aux commandes du château par Guaimar Ier de Salerne, fut fait prisonnier.

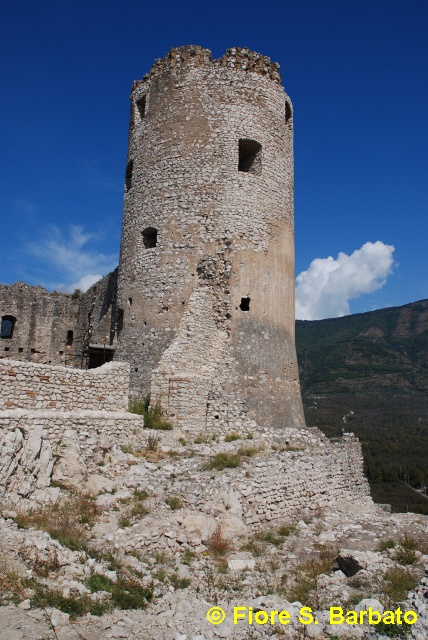
Le donjon.

Avec l'arrivée des Normands au XIe siècle, le château fut rénové avec la construction d'un donjon et d'une seconde enceinte qui entraîna également l'agrandissement du village : le premier seigneur féodal attesté remonte à 1087, à savoir « Aldoyno, comte d'Abelle et l'un des soldats d'Abersano », appartenant probablement à la  famille Mosca  qui gardera le contrôle du château tout au long de la période normande : il faut se souvenir de  Riccardo d'Avella, tué en 1256 lors du siège du château, et de son fils,  Rainaldo IV d'Avella, qui entra en contact étroit avec les Angevins de Naples ; la dynastie Mosca s'éteignit en 1371 avec la mort de Francesca. Au XVe siècle le château passa à la famille Orsini : à cette époque, il fut dévasté par deux tremblements de terre, en 1456 et 1466, et la forteresse tomba en ruine.
La situation de crise ne change pas même avec l'arrivée de la famille Colonna en 1534. Après être passé entre différents propriétaires, le château revient à la famille Spinelli : Carlo le restaure en 1553. Les dernières phases d'activité se situent entre la fin du XVIe et le début du XVIIe siècle, lorsqu'elle est réduite à une prison et une résidence pour le châtelain.
L'éruption du Vésuve en 1631 mit fin à l'utilisation du château qui fut en partie démoli pour la construction du nouveau centre d'Avella plus en aval.

## Description

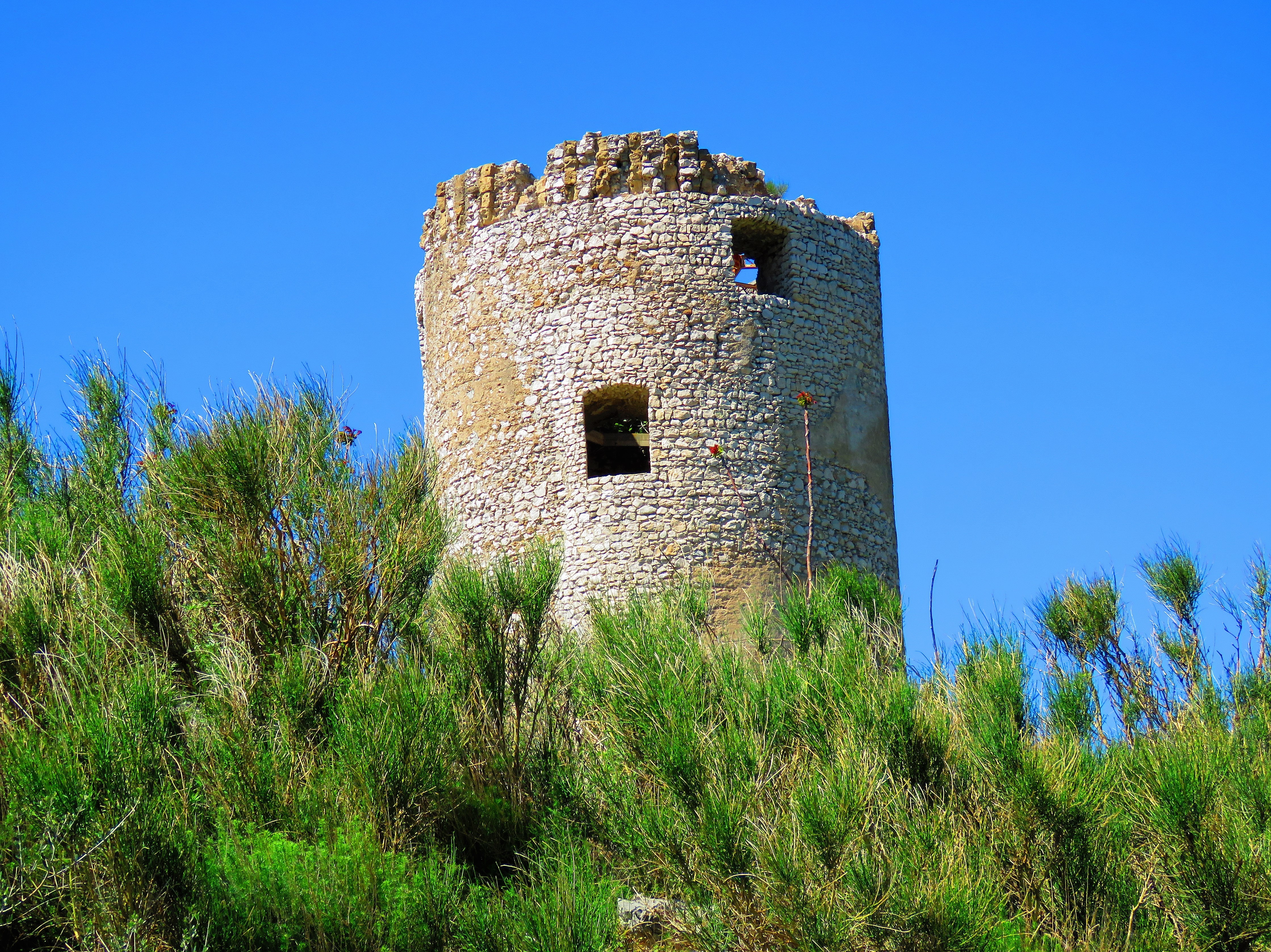
Une des tours du château.

Le château est situé sur une colline, à une hauteur d'environ 320 m, à droite de la rivière Clanio. Ce qui reste de la structure est le donjon caractérisé par une tour cylindrique à base tronconique et une cour intérieure trapézoïdale et deux murailles de la ville. La première muraille remonte à l'époque lombarde et renferme une superficie d'environ 10 000 m2 : elle est caractérisée par dix demi-tours, dont cinq en forme de cône tronqué, quatre en forme de pyramide tronquée et une est incorporée au coin nord du donjon. La deuxième enceinte de la ville, construite à l'époque normande, entre les XIe et XIIe siècles et restaurée au siècle suivant, renferme une superficie d'environ 21 000 m2 et compte neuf tours, huit de plan quadrangulaire et une, située au coin sud-ouest, de plan pentagonal. Dans ces murailles se trouve une porte cochère. Les vestiges des maisons du village sont conservés entre les deux murailles : la structure la mieux conservée est une citerne.